# 'Aqqaba
'Aqqaba (àrab: عقّابة, ʿAqqāba; hebreu: עקבה‎) és un municipi palestí situat a un pendent a la vall del Jordà, al nord de Cisjordània, 15 quilòmetres al nord-est de Jenin, a la governació de Tubas. Segons l'Oficina Central Palestina d'Estadístiques (PCB) tenia 6.598 habitants en el cens de 2007.
'Aqqaba es compon de ters famílies principals: Abu Arra, Abu Ghannam i al-Masri. Quan el temps clareja es podria veure Haifa des de l'oest del Mediterrani, així com el cim de Jabal ash-Sheikh al Líban, mentre que des del a l'est de les muntanyes d'Ajloun a Jordània es veuen clarament el dia i la nit. 'Aqqaba és el punt més alt de la Governació de Tubas. Es troba a cinc quilòmetres a l'est de la Universitat Àrab Americana. Ha estat sota ocupació israeliana des de 1967.